# Haemaphysalis simplex
Haemaphysalis simplex är en fästingart som beskrevs av Neumann 1897. Haemaphysalis simplex ingår i släktet Haemaphysalis och familjen hårda fästingar.
Artens utbredningsområde är Madagaskar. Inga underarter finns listade i Catalogue of Life.